# Gut Neuenberg
Gut Neuenberg ist eine Hofanlage mit einem Gestüt am Norfbach südöstlich von Rosellerheide, Neuss. Sie ging aus einem Rittersitz hervor. Von der zweiteiligen Hauptburg ist nur noch eine 3 m hohe Motte mit 30 m Durchmesser erhalten, erkennbar sind noch Reste von Feldbrandziegeln, die auf einem Basaltsockel aufsetzten. Die Mauerstärke betrug bis 2,2 m. Auch sind Grabenreste der Niederungsburg zu erkennen. Die Reste der Motte sind heute als Bodendenkmal eingetragen, als „Zeugnis einer späten Phase der Rodung und Kolonisation im Siedlungsgebiet der Norfbachniederung“. Die Vorburg befand sich dort, wo sich heute die Hofanlage befindet.
Der Rittersitz Neuenberg, auch Neuerburg genannt, gehörte wohl schon 1262 dem Erzbistum Köln. Die Burg wurde 1288 zerstört. Danach wurde sie wieder aufgebaut. 1412 wird sie als „castrum in Nuwenberg“ erwähnt. 1465 wurde Haus Neuenberg vom Erzbischof von Köln an den Ritter Bernhard von Aldenbrück gen. Velbrück (Vellbrüggen) und dessen Frau Irmgard verpfändet.